# Club Defensor Ccahuaya
El Club Defensor Ccahuaya es un club de fútbol del Perú de la provincia de Espinar, en el Distrito de Alto Pichigua, En el departamento de Cuzco. Fundado en 1956, Desde entonces participa de forma continua y permanente en la Copa Perú.

## Historia
El club fue fundado el 10 de abril de 1956, patrocinado por la Comunidad campesina de Ccahuaya y En sus inicios, estaba fundamentalmente formado por elementos eran aficionados al fútbol, y de esta forma, jugó y disputó los torneos de Copa Perú El campeonato de amateur y del Distrito de Alto Pichigua, de la provincia de Espinar, Desde su fundación. Con el paso del tiempo fue contando con jugadores semis profesionales que elevaron el nivel futbolístico del equipo de Ccahuaya. Así comenzó el inicio del semis profesionalismo, pero sería en 2018, en la que el equipo se consagró como campeón distrito escalando ala etapa provincial del balompié de Espinar.

## Uniforme
- Uniforme titular:

Camiseta:Azul con plomo.
Shorts:blanco plomo.
Calcetas:negro con plomo.

## Estadio
El Estadio Municipal de Alto Pichigua (oficialmente conocido como Estadio Municipal de Alto Pichigua) es un estadio de fútbol. Está ubicado frente al colegio, del Distrito de Alto Pichigua. Su capacidad es de 6.000 espectadores, y es utilizado para competiciones de fútbol.
Asimismo, este estadio es sede de distintos eventos deportivos a niveles de distrito y local, así como escenario para entrenamiento físico, especialmente para formar jugadores.

## Palmarés

### Torneos regionales
- Liga Provincial de Espinar: .
- Liga Distrital de Alto Pichigua: 2025.